# Иезекииль Трагик
Иезекииль Трагик, также Иезекииль Драматург и Иезекииль Поэт — иудейский драматург, писавший свои произведения в Александрии. Предположительно, жил во II веке до н. э. Не исключено, что его пьесы ставились в театрах. Возможной целью написания подобных произведений была пропаганда иудейской культуры.

## Драма «Исход»
Единственное известное нам произведение, «Исход» (Exagōgē), дошло до нас в фрагментах, цитируемых Евсевием, Климентом Александрийским и Евстахием Антиохийским. Обширные цитаты в произведениях этих авторов позволили собрать 269 строк из трагедии, как правило, в отрывки достаточно большие, чтобы их можно было интерпретировать.

## Структура пьесы
«Исход» — это пятиактная драма, написанная ямбическим триметром. В ней пересказана библейская история исхода евреев из Египта. Главный герой драмы — Моисей. Другие действующие лица — Глас Божий, Итро, Сепфора и другие. Некоторые части истории изменены автором, возможно, для того, чтобы сделать возможной сценическую постановку пьесы. Некоторые сцены невозможно поставить в театре, и их автор описывает в монологах:
- Моисей рассказывает историю Израиля в Египте и историю своих странствий.
- Глас Божий перечисляет десять казней, которыми будет поражен Египет, и правила празднования Пасхи (причём указание об обрезании опущено)
- Египетский гонец описывает произошедшее у Чермного моря.
- Разведчики, вернувшиеся из Эрец-Исраэль, описывают «райскую птицу», отождествляемую с Фениксом.